# Duża Cerkwica
Duża Cerkwica is een plaats in het Poolse district  Sępoleński, woiwodschap Koejavië-Pommeren. De plaats maakt deel uit van de gemeente Kamień Krajeński en telt 370 inwoners.